# Winnica (gmina)
Winnica – gmina wiejska w województwie mazowieckim, w powiecie pułtuskim. W latach 1975–1998 gmina położona była w województwie ciechanowskim.
Siedziba gminy to Winnica.
Według danych za rok 2017 gminę zamieszkiwało 4095 osób.

## Struktura powierzchni
Według danych z roku 2002 gmina Winnica ma obszar 115,09 km², w tym:
- użytki rolne: 79%
- użytki leśne: 15%

Gmina stanowi 13,89% powierzchni powiatu.

## Demografia

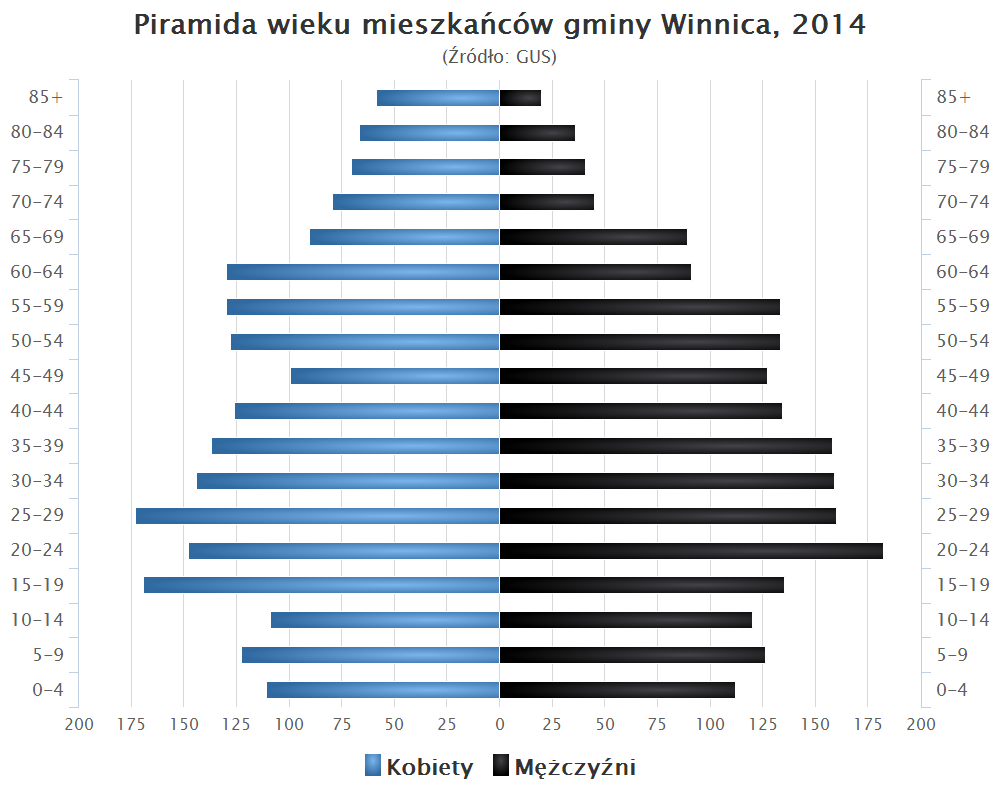
Piramida wieku mieszkańców gminy Winnica w 2014 roku

## Sołectwa
Bielany, Błędostowo (Gatka, Górka Powielińska), Brodowo-Bąboły (Brodowo-Wity), Budy-Zbroszki, Domosław, Glinice-Domaniewo, Glinice Wielkie, Gnaty-Lewiski, Gnaty-Szczerbaki, Gnaty-Wieśniany, Golądkowo, Górki-Baćki, Górki Duże, Górki-Witowice, Kamionna (Białe Błoto), Łachoń, Mieszki-Kuligi, Mieszki-Leśniki, Nowe Bulkowo, Pawłowo, Poniaty-Cibory, Poniaty Wielkie, Powielin, Rębkowo, Skarżyce, Skorosze, Skoroszki, Skórznice, Smogorzewo Pańskie, Smogorzewo Włościańskie, Stare Bulkowo, Winnica, Winniczka, Zbroszki.

## Sąsiednie gminy
Gzy, Nasielsk, Pokrzywnica, Pułtusk, Serock, Świercze